# Station Mordy
Station Mordy is een spoorwegstation in de Poolse plaats Mordy.